# آدریانو پاپالاردو
آدریانو پاپالاردو (ایتالیایی: Adriano Pappalardo؛ زادهٔ ۲۶ مارس ۱۹۴۵) یک خواننده-ترانه‌پرداز و هنرپیشه اهل ایتالیا است.
از فیلم‌های او می‌توان به کاپوت موندی، ریمینی ریمینی - یک سال بعد و ریمینی ریمینی اشاره کرد.